# Dobrcz (plaats)
Dobrcz is een dorp in het Poolse woiwodschap Koejavië-Pommeren, in het district Bydgoski. De plaats maakt deel uit van de gemeente Dobrcz.